# Bam-ui yeo-wang
Bam-ui yeo-wang (밤의 여왕?, 밤의 女王?, Pamŭi yŏwangMR), noto anche con il titolo internazionale in lingua inglese Queen of the Night, è un film del 2013 diretto da Kim Je-yeong.

## Trama
Young-soo è un uomo timido e ingenuo, che non ha mai avuto grande successo con le donne; con la sua dolcezza, riesce tuttavia a conquistare l'affascinante Hee-joo, commessa in un negozio di panini da lui assiduamente frequentato. I due si sposano, e dopo tre anni sono ancora innamorati come il primo giorno. A un certo punto, Young-soo inizia tuttavia a dubitare che in passato Hee-joo non sia stata la "brava ragazza" che ha sempre voluto fargli credere: inizia così a fare alcune ricerche, per scoprire che in realtà la giovane era infatti nota come Lexy, un'assidua e trasgressiva frequentatrice di feste notturne, sboccata e abile nelle risse. Young-soo inizia così a chiedersi quante cose realmente non sappia di sua moglie.

## Distribuzione
In Corea del Sud, la pellicola è stata distribuita dalla Invent D a partire dal 17 ottobre 2013.